# Blood and Fire
Blood and Fire é uma gravadora do Reino Unido especializada em disco de reggae que foi criada por Steve Barrow, Bob Harding, Mick Hucknall, Elliot Rashman e Andy Dodd.

## Discografia

### 1994
- BAFCD/LP001 - The Dreads at King Tubby's - If Deejay Was your Trade
- BAFCD/LP002 - King Tubby and Friends - Dub Gone Crazy
- BAFCD/LP003 - Keith Hudson - Pick A Dub
- BAFCD/LP004 - Burning Spear - Social Living
- BAFCD/LP005 - Yabby U - King Tubby's Prophesy of Dub

### 1995
- BAFCD/LP006, BAFLP007 - Horace Andy - In The Light / In The Light Dub
- BAFCD007 - Various Artists - Heavyweight Sound
- BAFCD/LP008 - Tapper Zukie - Tappa Zukie In Dub

### 1996
- BAFCD/LP009 - The Congos - Heart Of The Congos (2-CD)
- BAFCD/LP010 - Jah Stitch - Original Ragga Muffin 1975-1977
- BAFCD1001 - King Tubby & Scientist - Greenwich Farm Rub-A-Dub
- BAFCD/LP011 - King Tubby & Soul Syndicate - Freedom Sounds In Dub
- BAFCD/LP012 - Scientist - Dub In The Roots Tradition
- BAFCD/LP013 - King Tubby & Prince Jammy - Dub Gone 2 Crazy
- BAFCD/LP014 - Prince Alla - Only Love Can Conquer
- BAFCD/LP015 - Glen Brown & King Tubby - Termination Dub 1973-1979

### 1997
- BAFCD/LP016 - I-Roy - Don't Check Me With No Lightweight Stuff 1972-1975
- BAFCD017 - Various Artists - 2 Heavyweight: Another Blood and Fire Sampler
- BAFCD/LP018 - Morwell Unlimited Meet King Tubby's - Dub Me
- BAFCD/LP019 - Horace Andy - Good Vibes
- BFCDS903 - Various Artists - Dubwise and Otherwise: A Blood and Fire Audio Catalogue
- BAFCD/LP020 - U Brown - Train To Zion
- BAFCD/LP021 - Yabby You - Jesus Dread 1972-1977 (2-CD)

### 1998
- BAFCD/LP022 - Impact Allstars - Forward The Bass: Dub From Randy's 1972-1975
- BAFCD/LP023 - Junior Byles and Friends - 129 Beat Street: Ja-Man Special 1975-1978
- BAFCD/LP024 - Johnny Clarke - Dreader Dread 1976-1978

### 1999
- BAFCD025 - Various Artists - Heavyweight 3: A Blood and Fire Sampler
- BAFCD/LP026 - King Tubby & Friends - Dub Like Dirt 1975-1977
- BAFCD/LP027 - Max Romeo - Open The Iron Gate 1973-1977
- BAFCD028 - The Chantells & Friends - Children Of Jah 1977-1979
- BAFCD/LP029 - Inner Circle & The Fatman Riddim Section - Heavyweight Dub / Killer Dub
- BFCDS904 - The Dubmasters - X-Ray Music: A Blood and Fire Dub Directory

### 2000
- BAFCD/LP030 - Cornell Campbell - I Shall Not Remove 1975-1980
- BAFCD/LP031 - Trinity - Shanty Town Determination
- BAFCD/LP032 - Linval Thompson - Ride On Dreadlocks 1975-1977
- BAFCD/LP033 - Sylford Walker & Welton Irie - Lamb's Bread International

### 2001
- BAFCD/LP034 - Big Youth - Natty Universal Dread 1973–1979 (3-CD)
- BAFCD035 - Gregory Isaacs - Mr Isaacs
- BAFCD/LP036 - Darker Than Blue: Soul From Jamdown, 1973-1977
- BAFCD/LP037 - Niney the Observer - Microphone Attack 1974-1977

### 2002
- BAFCD/LP038 - Yabby You - Dub it to the Top 1976-1979
- BAFCD/LP039 - Dennis Brown - The Promised Land 1977-1979
- BAFCD040 - Prince Alla & Junior Ross - I Can Hear The Children Singing 1975-1978
- BFCDS905 - Various Artists - Dubwise And Otherwise 2: A Blood and Fire Audio Catalogue

### 2003
- BAFCD041 - Ja-Man Allstars - In The Dub Zone
- BAFCD/LP042 - Jackie Mittoo - Champion In The Arena 1976-1977
- BAFCD/LP043 - Ranking Joe - Zion High
- BAFCD/LP044 - Tommy McCook - Blazing Horns / Tenor In Roots

### 2004
- BAFCD/LP045 - The Abyssinians and Friends - The Tree of Satta Vol 01
- BAFCD/LP046 - Dennis Brown Presents Prince Jammy - Umoja / 20th Century DEBwise

### 2005
- BAFCD047 - Blood and Fire All Stars - Run It Red
- BAFCD/LP048 - Willi Williams - Messenger Man
- BAFCD/LP049 - Prince Far I - Silver & Gold 1973-1979

### 2006
- BAFCD/LP050 - The Congos and Friends - Fisherman Style
- BAFCD/LP051 - Yabby You - Deliver Me From My Enemies

### 2007
- BFCDS906 - Blood and Fire Allstars - Singerman!